# Корриган, Джо
Джо́зеф То́мас Ко́рриган (англ. Joseph Thomas Corrigan, 18 ноября 1948, Манчестер, Англия), более известный как Джо Корриган (англ. Joe Corrigan) — английский футболист, вратарь. По завершении игровой карьеры — футбольный тренер. Большую часть карьеры провёл в «Манчестер Сити», с которым выиграл ряд национальных трофеев и Кубок обладателей кубков УЕФА. Также выступал за национальную сборную Англии, в составе которой был участником чемпионата Европы 1980 года и чемпионата мира 1982 года.

## Клубная карьера
Родился 18 ноября 1948 года в городе Манчестер. Воспитанник футбольной школы клуба «Манчестер Сити».
Взрослую футбольную карьеру начал в 1967 году в основной команде того же клуба, в которой провёл шестнадцать сезонов, приняв участие в 476 матчах чемпионата. Большую часть времени, проведённого в составе «Манчестер Сити», был основным игроком команды. За это время завоевал титул чемпиона Англии, дважды становился обладателем Суперкубка Англии по футболу, а также по разу выигрывал Кубок Англии и Кубок обладателей кубков УЕФА.
В 1983 году за 30 тысяч фунтов стерлингов перешёл в американский клуб «Сиэтл Саундерс», но в том же году вернулся на родину, став игроком клуба «Брайтон энд Хоув».
Завершил профессиональную игровую карьеру в 1984 году, выступая на правах аренды в клубах «Сток Сити» и «Норвич Сити».

## Выступления за сборные
28 мая 1976 года дебютировал в официальных играх в составе национальной сборной Англии в товарищеском матче против сборной Италии (3:2). С 1978 по 1981 год также защищал цвета второй сборной Англии и молодёжной сборной до 21 года. В составе этих команд провёл 13 матчей.
В составе сборной был участником чемпионата Европы 1980 года в Италии, чемпионата мира 1982 года в Испании, однако ни на одном из турниров на поле так и не вышел.
В течение карьеры в национальной команде, которая длилась 7 лет, провёл в форме главной команды страны 9 матчей.

## Карьера тренера
Начал тренерскую карьеру, вернувшись к футболу после длительного перерыва, в 1994 году, став тренером вратарей «Ливерпуля», где работал с Дэвидом Джеймсом, Сандером Вестерфельдом, Ежи Дудеком и другими голкиперами. В 2004 году, после прихода на тренерский мостик «красных» Рафаэля Бенитеса, Джозеф покинул клуб.
21 сентября 2004 года Корриган стал тренером вратарей «Честер Сити», но уже 5 октября стал тренировать вратарей в «Стокпорт Каунти».
В феврале 2005 года Корриган стал тренером вратарей клуба «Вест Бромвич Альбион», где работал до конца сезона 2008/09.
В феврале 2011 года Корриган стал тренером вратарей в «Халл Сити», заменив Марка Прудо, который подвергся критике со стороны фанов «Халла» через его методы тренировки. Корриган покинул свою тренерскую должность в «Халл Сити» в августе 2011 года после инцидента с Джимми Буллардом на сборах в Словении.

## Титулы и достижения

### Командные
- Чемпион Англии (1):

«Манчестер Сити»: 1967/68
- Обладатель Суперкубка Англии (2):

«Манчестер Сити»: 1968, 1972
- Обладатель Кубка Англии (1):

«Манчестер Сити»: 1968/69
- Обладатель Кубка английской лиги (2):

«Манчестер Сити»: 1969/70, 1975/76
- Обладатель Кубка кубков УЕФА (1):

«Манчестер Сити»: 1969/70

### Индивидуальные
- Игрок года в «Манчестер Сити» (3): 1976, 1978, 1980